# Кльоб Микола Іванович
Мико́ла Іва́нович Кльо́б (нар. 15 червня 1995 — 31 серпня 2014) — солдат Збройних сил України, учасник російсько- української війни.

## Короткий життєпис
Микола Кльоб народився 15 червня 1995 року в с. Нижня Яблунька, Турківського району, Львівської області.
У 2010 році закінчив 9 класів загальноосвітньої школи с. Нижня Яблунька.
У 2010—2013 р. навчався в Турківському професійному ліцеї, здобув професію «Електромонтажник з освітлення та освітлювальних мереж. Електромонтер з ремонту та обслуговування електроустаткування. Водій автотранспортних засобів категорії „С“».
З березня 2014-го — солдат, водій БТР 1-ї роти 80-ї окремої аеромобільної бригади. Пройшов бої в найгарячіших точках — Слов'янськ, Миколаївка, Новосвітлівка, брав участь у розблокуванні підрозділів бригади в Луганському аеропорту, тричі горів у БТРі.
Загинув у бою біля аеропорту Луганська: під час маршу підрозділ потрапив у засідку, у БТР, за кермом якого був Микола, поцілила ворожа граната, машина загорілась. Завдяки діям Кльоба тоді вдалось врятувати всіх, хто їхав у БТРі. З 31 серпня з Миколою було втрачено зв'язок. Терористи не дали одразу забрати тіло з поля бою, дзвонили з його телефону рідним. Тіла Миколи Кльоба, Максима Дзюбана, Євгена Іванова, Назарія Попадика та Сергія Тимощука були доставлені до моргу міста Лутугине — на території, захопленій терористами та російськими військовими.
16 жовтня 2014-го тіла 5 полеглих десантників вивезли з Лутугиного представники Цивільно-військового співробітництва Міністерства оборони України й доставили до Дніпропетровська.
Упізнаний за експертизою ДНК серед похованих під Дніпропетровськом невідомих Героїв. 28 вересня 2016 року Миколу перепоховали в селі Нижня Яблунька.
Без сина лишились батьки Іван і Марія Кльоби, брати Іван і Василь, сестри Мар'яна й Настя, дідусь та бабуся, кохана дівчина.

## Нагороди та вшанування
За особисту мужність і героїзм, виявлені у захисті державного суверенітету та територіальної цілісності України, вірність військовій присязі під час російсько-української війни, відзначений — нагороджений:
- 9 листопада 2016 року — орденом За мужність III ступеня (посмертно);[1]
- нагрудним знаком «За оборону Луганського аеропорту» (посмертно)
- Його портрет розміщений на меморіалі «Стіна пам'яті полеглих за Україну» у Києві: секція 4, ряд 5, місце 8
- Вшановується 31 серпня на щоденному ранковому церемоніалі вшанування українських захисників, які загинули цього дня в різні роки внаслідок російської збройної агресії[2]